# Lill-Börtnen
Lill-Börtnen (Lihll-Börtn) är en sjö i Bergs kommun i Jämtland och ingår i Ljungans huvudavrinningsområde. Sjön är 11 meter djup, har en yta på 1,12 kvadratkilometer och är belägen 445 meter över havet. Sjön avvattnas av vattendraget Ljungan.

## Historia
Lill-Börtnen heter på gamla kartor bl.a. Ytter Börknan (1645), Ytter Borknan (1645), Ytter Börsen (1800), Ytter Börn (1819) och Lillbörn (1852). 
I området kring sjön bedrev skålborna jakt, fiske och bärgade kreatursfoder på strandängarna mot en årlig afrad (arrende).
Sedan senast år 1628, vad vi vet, avlade Skålmannen denna avrad för Döfvelsås. Förvaringen av båt, fiskeredskap och övernattning löste skålborna med ett fiskehus på Öya (Ön) vid sjön Lill-Börtnens utlopp.
Arkeologerna på Jamtli har daterat en spjutspets, yxa, pilspetsar mm som upphittades vid Lill-Börtnen år 2012 till 500–600-talet efter Kristus. 

## Delavrinningsområde
Lill-Börtnen ingår i det delavrinningsområde (695696-140279) som SMHI kallar för Utloppet av Lill-Börtnen. Medelhöjden är 489 meter över havet och ytan är 7,94 kvadratkilometer. Räknas de 289 avrinningsområdena uppströms in blir den ackumulerade arean 2 207,35 kvadratkilometer. Avrinningsområdets utflöde Ljungan mynnar i havet. Avrinningsområdet består mestadels av skog (74 procent). Avrinningsområdet har 1,13 kvadratkilometer vattenytor vilket ger det en sjöprocent på 14,3 procent.